# Lâm Bảo Di
Lâm Bảo Di (tên tiếng Anh là Bowie Lam Po-yee, tên tiếng Trung: 林保怡, sinh ngày 4 tháng 9 năm 1965 tại Hồng Kông thuộc Anh) là một nam diễn viên kiêm ca sĩ người Hồng Kông. Anh từng là diễn viên độc quyền của hãng TVB.
Anh đã tham gia nhiều series phim nổi tiếng của TVB, trong đó có Hồ Sơ Công Lý và Bàn Tay Nhân Ái. Năm 2004, bộ phim cung đấu Thâm cung nội chiến do anh đóng chính là bộ phim cổ trang đầu tiên của anh và anh đã giành được giải Nam diễn viên chính xuất sắc nhất (Thị Đế) tại Giải thưởng thường niên TVB năm đó.

## Tiểu sử và sự nghiệp
Trước khi bước chân vào làng giải trí, Lâm Bảo Di đã làm nhiều công việc khác nhau, làm lính cứu hoả một thời gian trước khi chuyển sang làm trong Sở Cảnh Sát Hong Kong. Anh bắt đầu công việc diễn xuất vào năm 1986 với bộ phim điện ảnh Kiss Me Goodbye và sự nghiệp ca hát vào năm 1991.
Sự nghiệp diễn xuất của Lâm Bảo Di bắt đầu khởi sắc khi gia nhập vào Đài truyền hình TVB năm 1991. Anh bắt đầu gây được sự chú ý với một vai phụ trong phim Đại Thời Đại năm 1992, với dàn sao Trịnh Thiếu Thu, Lưu Thanh Vân, Lam Khiết Anh, Châu Huệ Mẫn và Quách Ái Minh. Sau đó, anh nổi tiếng với các bộ phim nhiều phần như Hồ Sơ Công Lý (1994-1997), Truy Tìm Bằng Chứng (1997 và 1999) và Bàn Tay Nhân Ái (1998, 2000 và 2005). Liên tục đảm nhận vai chính nhiều bộ phim nhưng mãi đến nay, khán giả vẫn không quên vai phản diện luật sư Phương Vỹ Hào trong Hồ sơ công lý 4 (1995) do Lâm Bảo Di thể hiện.
Vai diễn thành công nhất của anh là Tôn Bạch Dương trong phim Thâm Cung Nội Chiến, bộ phim rất nổi tiếng ở Hồng Kông, Trung Quốc và các nước Đông Nam Á, vai diễn đã giúp anh đoạt giải Nam diễn viên chính xuất sắc nhất tại Lễ trao giải TVB 2004, trở thành Thị Đế của đài. Sau đó anh cũng xuất hiện trong nhiều bộ phim đình đám của đài như Lấy chồng giàu sang, Thiên và Địa, Độc tâm thần thám.
Năm 2010, với bộ phim Tỳ vết của ngọc, anh đã giành được "Giải thưởng truyền hình châu Á" ở hạng mục Nam diễn viên chính xuất sắc nhất.
Năm 2011, anh kết thúc hợp đồng với TVB. Sau đó anh chuyển sang phát triển ở Đại lục.

## Danh sách phim

### Phim của TVB
| Năm  | Tên phim                      | Vai diễn                               |
| ---- | ----------------------------- | -------------------------------------- |
| 1991 | Nam Tặc Nữ Cảnh               | Lý Tổ Âm                               |
| 1992 | Phá Vòng Biên Giới            | Chu Hoành                              |
| 1992 | Đại Thời Đại                  | Trần Thao Thao                         |
| 1992 | Vận Mệnh Đôi Bửu              | Ôn Xương                               |
| 1993 | Công Tử Đào Hoa               | Hà Tuấn Kiệt                           |
| 1993 | Không Một Mái Nhà             | Mạch Cơ                                |
| 1993 | Yêu Đến Tận Cùng (phim ngắn)  |                                        |
| 1994 | Giai Nhân Catwalk             | Lương Thế Kiệt                         |
| 1994 | Người Yêu Muôn Thuở           | Lăng Khắc Dương                        |
| 1994 | Hồ Sơ Công Lý III             | Lý Thế Hoành                           |
| 1994 | Đội Hành Động Liêm Chính 1994 | Nhậm Văn Trung                         |
| 1994 | Đô thị Kinh Hoàng             |                                        |
| 1995 | Bốn Mươi Tuổi Đời Một Mái Ấm  | Tằng Triệu Xương                       |
| 1995 | Hồ Sơ Công Lý IV              | Phương Vĩ Hào (Kelvin)                 |
| 1995 | Bắt Đầu Từ Sự Mất Tích        | Ngô Hoa Sinh                           |
| 1996 | Loạn Thế Tình Thù             | Tạ Đông                                |
| 1997 | Hồ Sơ Công Lý V               | Phương Vĩ Hào (Kelvin)                 |
| 1997 | Người Vô Hình                 | Trần Thủy Tinh                         |
| 1997 | Truy Tìm Bằng Chứng           | Tăng Gia Nguyên                        |
| 1997 | Mỹ Vị Thiên Vương             | Trần Hoan Hỉ (khách mời)               |
| 1998 | Bàn Tay Nhân Ái               | Lê Quốc Trụ (Henry)                    |
| 1999 | Truy Tìm Bằng Chứng II        | Tăng Gia Nguyên                        |
| 1999 | Vệ Sĩ                         | Tăng Thiên Bảo                         |
| 2000 | Tình Không Biên Giới          | Châu Quốc Chính                        |
| 2000 | Màu Xanh Hi Vọng              | Phương Gia Huy                         |
| 2000 | Bàn Tay Nhân Ái II            | Lê Quốc Trụ (Henry)                    |
| 2002 | Thế giới Muôn Màu             | Trương Gia Phát                        |
| 2002 | Khát Vọng                     | Ngô Gia Kiệt                           |
| 2003 | Trí Dũng Song Hùng            | Phương Ngõa Tử                         |
| 2004 | Thâm Cung Nội Chiến           | Tôn Bạch Dương                         |
| 2005 | Dấu Vết Của Sự Lừa Dối        | La Lý Hạo (Leo)                        |
| 2005 | Bàn Tay Nhân Ái III           | Lê Quốc Trụ (Henry)                    |
| 2005 | Đội Cứu Hộ Trên Không         | Diệp Thanh Vân (Benjamin)              |
| 2006 | Bão Cát                       | Diêm Vạn Hy                            |
| 2006 | Đội Tình Báo CIB              | Chung Tín (Tony)                       |
| 2008 | Lấy Chồng Giàu Sang           | Cao Trường Thắng (Calvin)              |
| 2009 | Đội Hành Động Liêm Chính 2009 | Mã Nhật Minh                           |
| 2010 | Tỳ Vết Của Ngọc               | Hà Tường Hưng                          |
| 2010 | Độc Tâm thần Thám             | Diêu Học Thâm                          |
| 2011 | Cửu Giang Thập Nhị Phường     | Tống Chính Nghiêu (Lương Chính Nghiêu) |
| 2011 | Thiên Và Địa                  | Lưu Tuấn Hùng (Joe)                    |